# Fire It Up (альбом Kottonmouth Kings)
Fire It Up — п'ятий студійний альбом американського реп-рок гурту Kottonmouth Kings, виданий лейблом Subnoize Records 20 квітня 2004 р. (420 — термін, що використовується в північноамериканській наркотичній субкультурі для позначення популярного часу куріння марихуани). Реліз містив бонусний DVD Down 4 tha Krown, куди потрапили інтерв'ю та відео. У тиждень 8 травня 2004 платівка посіла 42-гу сходинку Billboard 200, 4-ту позицію чарту Top Independent Albums, 42-ге місце Top Internet Albums.
«Johnny's Gotta Problem» — кавер-версії пісні гурту D.I. Кейсі Роєр (вокаліст колектив D.I.) став запрошеним гостем на альбомі. Виконавчі продюсери: Daddy X, Кевін Зінґер.

## Список пісень
| №   | Назва                                                | Тривалість |
| --- | ---------------------------------------------------- | ---------- |
| 1   | «Underground Movement»                               | 1:33       |
| 2   | «Fire It Up»                                         | 3:44       |
| 3   | «Legalize Freedom»                                   | 1:02       |
| 4   | «In the House»                                       | 3:26       |
| 5   | «Bring It On»                                        | 3:49       |
| 6   | «Outcast»                                            | 3:17       |
| 7   | «Angry Youth»                                        | 3:32       |
| 8   | «The Deal»                                           | 4:00       |
| 9   | «Who's the Criminal»                                 | 3:02       |
| 10  | «Eye of the Storm»                                   | 1:52       |
| 11  | «Bad Habits»                                         | 3:52       |
| 12  | «Johnny's Gotta Problem»                             | 3:32       |
| 13  | «Life Styles»                                        | 3:49       |
| 14  | «Let's Fuck»                                         | 4:08       |
| 15  | «Down 4 the Krown»                                   | 3:49       |
| 16  | «Leave Us Alone»                                     | 3:02       |
| 17  | «Ur Done»                                            | 1:33       |
| 18  | «Skunk One»                                          | 3:32       |
| 19  | «Live to Day»                                        | 3:47       |
| 20  | «Rip the Night Away»                                 | 3:46       |
| 21* | «High Ridaz»                                         | 3:48       |
| 22* | «Get Up»                                             | 4:09       |
| 23* | «Southern Cali Weather» (лише на японському виданні) |            |

(*) — бонус-треки.